# ملعب مختار التتش
ملعب عبد الحميد مختار التتش هو ملعب كرة قدم يخص النادي الأهلي المصري، يقع في القاهرة بمصر. وهو حاليًا يستخدم في خوض مباريات ودية وتمرينات الفريق، حيث كان قديمًا يستضيف المباريات الرسمية الخاصة ثم تم نقلها إلى ستاد القاهرة الدولي بسبب السعة المحدودة للملعب حيث يتسع الملعب لحوالى 30.000 متفرج .
تم بناء الملعب وتسميته باسم لاعب الأهلي السابق الشهير مختار التتش .

## وصلات خارجية
معلومات عن الأستاد